# Miroslav Šilić
Miroslav "Ivan" Šilić, hrvatski bosanskohercegovački bivši nogometaš. Igrao za Željezničar iz Sarajeva. Počevši od sezone 1945./46. igrao je za Željezničar u dva navrata, ukupno tri sezone. Željezničar je tad igrao u Prvenstvu grada Sarajeva i 1. saveznoj ligi, a u drugom nastupu bio je u 2. saveznoj ligi.